# ヴィリエ＝シャルルマーニュ
ヴィリエ＝シャルルマーニュ （Villiers-Charlemagne）は、フランス、ペイ・ド・ラ・ロワール地域圏、マイエンヌ県のコミューン。

## 地理
ラヴァルから19km、シャトー＝ゴンティエから13km離れている。県南部、マイエンヌ・アンジュヴァン地方に位置する。

## 由来
地名は、11世紀にde Villeriis、1114年にはVillers Caroli Magniと記されている。ヴィリエ（Villiers）という地名は、ヴィラの一部（ドメーヌ）を意味するラテン語のvillareに由来する。シャルルマーニュ（Charlesmagne）とは、カール大帝がこの地を通過した可能性にゆえんがある。シャルルマーニュはまた、ゲルマン語の人名Karlからひきつけられた固有名詞なのかもしれない。
ヴィリエ＝シャルルマーニュは、シャルルマーニュの名を冠した唯一のコミューンである。

## 歴史
ヴィリエ＝シャルルマーニュは、サルト川とマイエンヌ川の間に広がる、かつてボエリアの森の中にあった。
カール大帝は778年頃ヴィリエにやってきた。彼はヴァスコン人反乱征伐の準備中であった。フランコン・ドリヴィエは聖エルネに教会を捧げ、ヴィリエにいたカール大帝との対話もしたであろう。

## 人口統計
| 1962年 | 1968年 | 1975年 | 1982年 | 1990年 | 1999年 | 2007年 | 2012年 |
| ------ | ------ | ------ | ------ | ------ | ------ | ------ | ------ |
| 931    | 810    | 713    | 698    | 761    | 859    | 997    | 1073   |

source=1999年までLdh/EHESS/Cassini、2004年以降INSEE

## 経済
町には、イタルチェメンティグループの子会社であるシマン・フランセのセメント工場がある。
ガス発電所建設が、2000年代後半にコミューンによって計画された。計画は、ヴィリエ住民から抗議の声が上がり、最終的に2012年に資源の不足を理由に白紙にされた。